# Challenger (America's Cup)
Nell'ambito della competizione velistica dell'America's Cup, il challenger è il sindacato che ha ottenuto il diritto di sfidare il defender, che è invece il sindacato che detiene correntemente il trofeo. Il challenger of record è invece il primo team che lancia la sfida al defender.

## Storia
Fino al 1970 il challenger è sempre stato unico e, pertanto, partecipava di diritto alla competizione che stabiliva a chi spettasse la vecchia brocca. Quell'anno, invece, si presentarono per la prima volta diversi pretendenti e pertanto fu organizzato un torneo, la Herbert Claiborne Pell Cup, divenuto poi nel 1983 Louis Vuitton Cup e nel 2021 Prada Cup (per poi tornare a denominarsi nel 2024 Louis Vuitton Cup), il cui vincitore avrebbe acquisito il diritto di partecipare all'America's Cup vera e propria, cioè la sfida al defender. 
Dato che negli anni recenti le sfide presentate sono plurime, si indica come challenger il sindacato che ottiene il diritto di sfidare il defender e come challenger of record il sindacato che lancia per primo la sfida: il challenger of record firma con il defender il protocollo dell'edizione che andrà disputata e rappresenta tutti gli altri eventuali sfidanti che si aggiungeranno.